# A Girl's Folly
A Girl's Folly is een Amerikaanse filmkomedie uit 1917 onder regie van Maurice Tourneur.

## Verhaal
Een jong meisje heeft schoon genoeg van het saaie leventje in haar geboortedorp. Ze maakt kennis met een filmploeg die opnamen aan het maken is voor een cowboyfilm. Een acteur spoort haar aan om haar dromen na te jagen en zelf actrice te worden. Ze verhuist naar de grote stad, maar daar verlopen de zaken minder eenvoudig dan ze zich had ingebeeld.

## Rolverdeling
| Acteur          | Personage         |
| --------------- | ----------------- |
| Robert Warwick  | Kenneth Driscoll  |
| Doris Kenyon    | Mary Baker        |
| June Elvidge    | Vivian Carleton   |
| Jane Adair      | Mevrouw Baker     |
| Chester Barnett | Johnny Applebloom |
| Johnny Hines    | Hank              |